# 皇家儿媳
《皇家儿媳》是一部泰国浪漫喜剧年代剧，改编自Rachana于2002年首次创作的同名小说，由泰国广播电视有限公司制作。戏剧制作人为阿鲁诺查·帕努潘，由萨哈拉·桑卡布理查和苏妮莎·杰特主演，2002年6月7日至2002年7月19日起每周五至周日晚上8点20分至晚上10点20分在泰国第3电视台播出。2015年，此剧再次被改编成电视剧，由塔纳瓦特·瓦塔纳普迪、芘扎塔娜·翁沙纳塔纳辛、提拉达·迈特瓦拉育、娜塔妮查·纳瓦塔纳瓦尼主演，2015年10月12日至12月7日期间每周一至周二晚上8:20至晚上10:50在泰国第3电视台播出，2021年11月18日起每周一至周六下午6时至晚上7时在同台重播。

## 演员阵容

### 2002年
- 萨哈拉·桑卡布理查（英语：Saharat Sangkhapreecha） 饰演 M.R. Kittiratchanarin Wutthiwong（Chai Rong）
- 苏妮莎·杰特（英语：Sunisa Jett） 饰演 Salin
- 彼得·图灵斯 饰演 Nigel Byron
- 查尼卡·苏查里库 饰演 Sophaphan

### 2015年
- 塔纳瓦特·瓦塔纳普迪 饰演 M.R. Kittiratchanarin Wutthiwong（Chai Rong），外交官[4]
- 芘扎塔娜·翁沙纳塔纳辛 饰演 Salin
- 提拉达·迈特瓦拉育 饰演 Chai Lek
- 娜塔妮查·纳瓦塔纳瓦尼 饰演 Srijittra
- 埃达玛·丘维盘 饰演 Ying Koy
- 卡文·英玛诺泰 饰演 Asanee Talengkarn
- 苏珊娜·雷诺 饰演 Sophaphan
- 平拉达·得乌东 饰演 Jittinee
- 彼得·图灵斯 饰演 Nigel Byron
- 芝娜拉迪·安努彭芘彩